# Мартін Вайт
Роберт Джеймс Мартін Вайт, також відомий як Мартін Вайт (26 листопада 1913, Брайтон, Брайтон і Гоув, Східний Сассекс, Велика Британія — 15 липня 1972, Кент, Англія, Велика Британія) — був одним з провідних британських фахівців в галузі міжнародних відносин у XX столітті. Він був автором Силової політики (1946; переглянутий і розширений випуск, 1978), а також фундаментального есе «Чому немає Міжнародній теорії?» (вперше опубліковано в журналі міжнародних відносин в 1960 році і перевидана в збірник дипломатичних досліджень в 1966 році). Він був відомим учителем у лондонській школі економіки та університеті Сассексу, де він був першим деканом європейських досліджень.
Вайт часто асоціюється з Британським комітетом з теорії міжнародної політики — «британським», щоб відрізнити його від американського органу, який був заснований під егідою аналогічної — і так званої англійської школи теорії міжнародних відносин. Його праці, разом з працями австралійського філософа Джона Андерсона, мали значний вплив на думку Хедлі Булла, автора однієї з найбільш популярних текстів про природу міжнародної політики, «The Anarchical Society» (1977). 

## Ранні роки
Мартін Вайт народився в Брайтоні, Сассекс. Він навчався в коледжі Бредфілд і в 1931 році відправився в Хартфорд-коледж, Оксфорд, щоб вивчати сучасну історію. Він здобув першу ступінь й залишився в Оксфорді на короткий термін, після чого займався аспірантськими дослідженнями. Під час навчання в Оксфорді став пацифістом, згодом в 1936 році опублікував пристрасний і ерудований захист "Християнського Пацифізму" в журналі Теології. Приблизно в цей же час Мартін Вайт став брати участь в роботі Діка Шеппарда та його організації "Peace Pledge Union".
У 1937 році Вайт увійшов до складу Королівського інституту міжнародних відносин (Chatham House). Там він працював разом з директором Інституту Досліджень, істориком Тойнбі. У 1938 році Вайт покинув Чатхам Хаус і влаштувався на роботу викладачем історії в Хейлібері. Проте, два роки потому, його робота в школі стала неможливою: будучи покликаним на військову службу, Вайт вирішив зареєструватися як відмовник з ідейних міркувань, і одна з умов прийняття трибуналом його заяви була відмова від викладання. На прохання Margary Perham, він повернувся до Оксфорду, щоб працювати, протягом решти Другої світової війни, на розширеному дослідницькому проекті про колоніальні конституції. Вайт опублікував три книги по цій темі: Розвиток законодавчої ради (1946), Голд-Кост законодавчої ради (1947) і Британської колоніальної конституції (1952).

## Повоєнні роки
У 1946 році Вайт був прийнятий на роботу Девідом Астором, згодом редактором The Observer, щоб виступати як кореспондент газети на інавгураційних сесіях Організації Об'єднаних Націй на Озері Успіху. Спостерігаючи дипломатичні колотнечі в ООН, він зміцнив скептицизм з приводу можливості міцного співробітництва між суверенними державами — ця думка відображена в першому виданні «Силової Політики» (1946, переглянуте видання вийшло посмертно в 1978 році).
У 1947 році Вайт повернувся знову в Chatham House, співпрацював з Тойнбі на виробництві оглядів міжнародних відносин, що охоплювали військові роки і сприяє його Вченні про історію. Після двох років, він був узятий як лектор у відділ міжнародних відносин у Лондонській Школі Економіки. Там Вайт читав лекції про міжнародні організації і пізніше про міжнародні теорії, останні лекції вплинули на те, що стало відомим як "англійська школа міжнародних відносин". За іронією долі, ці лекції були вперше доставлені в США, в університет Чикаго, де Вайт провів семестр в 1957 році. Відтворена і опублікована у 1990 році, Міжнародна Теорія: три традиції шукають сенс історії думки про міжнародну політику, розділивши її на категорії реалізму, раціоналізму і революціонізму, іноді відомі як традиції Макіавеллі, Гроція і Канта.
У 1959 році Вайт був запрошений Кембриджським істориком Гербертом Баттерфілдом, щоб вступити в Британський Комітет з теорії міжнародної політики, група спочатку фінансувалася Фондом Він представив цьому комітету свої самі категоричні заяви з міжнародної теорії, зокрема, «Західні цінності в міжнародних відносинах» та есе на тему «Баланс сил», які згодом були опубліковані в Дипломатичних дослідженнях (1966). Його внесок у роботу Комітету в кінці 1960-х і початку 1970-х років був зібраний після його смерті Хедлі Булл, і опублікований в книзі Системи Держав (1977).
У 1960 році Вайт покинув Лондонську фондову біржу, щоб стати першим деканом європейських досліджень і професором історії в університеті Нью-Сассекса. Там він присвятив більшу частину свого часу на розвиток самобутньої навчальної програми цього університету, курс в галузі європейських досліджень відображає його переконаність у тому, що студенти повинні вчитися не тільки європейської історії, а й класики, літератури і мови.

## Спадщина
Вайт помер у віці 58 років, в 1972 році. Тільки після його смерті деякі його твори побачили світ. З початку 1980-х років, особливо після статті Роя Джонса «Англійської школи — у випадку закриття» і Майкла Ніколсона «Загадка Мартіна Вайта» (обидва в журналі Огляд міжнародних досліджень, 1981) — Вайт став розглядатися як центральна фігура в так званій «англійській школі теорії міжнародних відносин». Його вчення на Лондонській фондовій біржі в 1950-ті справили сильний вплив на напрямок міжнародних досліджень у Великій Британії; його посмертно опубліковані нариси явно послужили головним стимулом до відродження «англійської школи» в 1990-і роки.
Цільовий фонд був створений і багато щедрих пожертвувань дозволили запустити серію меморіальних лекцій Мартіна Вайта. Предметом щорічної лекції була прихильність до гуманістичної вченості і відображення широти інтересу Мартіна Вайта в історії і міжнародних відносинах. Сер Герберт Баттерфілд дав першу лекцію в Університеті Сассекса 23 квітня 1975 року, і лекції проводилися щорічно з тих пір. Вони доступні на домашній сторінці Меморіальної дошки Мартіна Вайта.

## Вибрані твори
- «Christian Pacifism», Theology, 33:193 (July 1936), pp. 12-21.
- Letter on «Christian Pacifism», Theology 33:198 (December 1936), pp. 367—368.
- «The Tanaka Memorial», History 27 (March 1943), pp. 61-68.
- Power Politics Looking Forward Pamphlet, no. 8 (London: Royal Institute of International Affairs, 1946).
- The Development of the Legislative Council 1606—1945, vol. 1 (London: Faber & Faber, 1946).
- «Sarawak», New Statesman and Nation 31, 8 June 1946, pp. 413—414.
- «The Realist's Utopia», on E. H. Carr, The Twenty Year's Crisis, The Observer, 21 July 1946, p. 3.
- The Gold Coast Legislative Council (London: Faber & Faber, 1947).
- «The Church, Russia and the West», A Ecumenical Review: a Quarterly, 1:1 (Autumn 1948), pp. 25-45.
- «History and Judgment: Butterfield, Niebuhr and the Technical Historian», The Frontier: A Christian Commentary on the Common Life, 1:8 (August 1950), pp. 301—314.
- With W. Arthur Lewis, Michael Scott & Colin Legum, Attitude to Africa (Harmondsworth: Penguin, 1951).
- Preface & amendments to revised edition of Harold J. Laski, An Introduction to Politics (London: Allen & Unwin, 1951).
- British Colonial Constitutions 1947 (Oxford: Clarendon, 1952).
- «Spain and Portugal», «Switzerland, The Low Countries, and Scandinavia», «Eastern Europe», «Germany» & «The Balance of Power» in A. J. Toynbee & F. T. Ashton-Gwatkin (eds.) Survey of International Affairs 1939—1946: The World in March 1939 (London: Oxford University Press & Royal Institute of International Affairs, 1952), pp.138-150, pp. 151—165, pp. 206—292, pp. 293—365 & pp. 508—532.
- Note on A (III) (a) Annex I «Spiritual Achievement and Material Achievement», «The Crux for an Historian brought up in the Christian Tradition» & numerous notes in Arnold J. Toynbee, A Study of History, vol. VII (London: OUP & RIIA, 1954), pp. 711—715 & pp. 737—748.
- «What Makes a Good Historian?», The Listener 53:1355, 17 February 1955, pp. 283-4
- «War and International Politics», The Listener, 54:1389, 13 October 1955, pp. 584—585.
- «The Power Struggle within the United Nations», Proceedings of the Institute of World Affairs, 33rd session (Los Angeles: USC, 1956), pp. 247—259.
- «Brutus in Foreign Policy: The Memoirs of Sir Anthony Eden», International Affairs vol. 36, no. 3 (July 1960), pp. 299—309.
- «Are they Classical», Times Literary Supplement 3171, 7 December 1962, p. 955 & 3176, 11 January 1963, p. 25.
- «The Place of Classics in a New University», Didaskalos: The Journal of the Joint Association of Classical Teachers, 1:1 (1963), pp. 27-36.
- «Does Peace Take Care of Itself», Views 2 (1963), pp. 93-95.
- «European Studies» in D. Daiches (ed.), The Idea of a New University: An Experiment in Sussex (London: Andre Deutsch, 1964), pp. 100—119.
- «Why is there no International Theory?», «Western Values in International Relations» & «The Balance of Power» in Herbert Butterfield & Martin Wight (eds.), Diplomatic Investigations: Essays in the Theory of International Politics (London: Allen & Unwin, 1966), pp. 17-34, pp. 89-131 & pp. 149—175.
- «The Balance of Power and International Order», in Alan James (ed.), The Bases of International Order: Essays in honour of C. A. W. Manning (London: OUP, 1973), pp. 85-115.
- «Arnold Toynbee: An Appreciation», International Affairs 52:1(January 1976), pp.11-13.
- Systems of States ed. Hedley Bull, (Leicester: Leicester University Press, 1977).
- «Is the Commonwealth a Non-Hobbesian Institution?», Journal of Commonwealth and Comparative Politics, 26:2 (July 1978), pp. 119—135.
- «An Anatomy of International Thought», Review of International Studies 13 (1987), pp. 221—227.
- International Theory: The Three Traditions ed. Gabriele Wight & Brian Porter (Leicester & London: Leicester University Press, 1991).
- Power Politics (2nd ed.) edited by Hedley Bull & Carstaan Holbraad (Leicester: Leicester University Press, 1995).
- «On the Abolition of War: Observations on a Memorandum by Walter Millis», in Harry Bauer & Elisabetta Brighi (eds.), International Relations at LSE: A History of 75 Years (London: Millennium Publishing Group, 2003), pp. 51-60.
- Four Seminal Thinkers in International Theory: Machiavelli, Grotius, Kant and Mazzini ed. Gabriele Wight & Brian Porter (Oxford: Oxford University Press, 2005). http://ukcatalogue.oup.com/product/9780199273676.do [Архівовано 29 листопада 2014 у Wayback Machine.]
- Fortuna e Ironia in Politica ed. Michele Chiaruzzi (Soveria Mannelli: Rubbettino, 2014).

## Повоєнні роки
У 1946 році Вайт був прийнятий на роботу Девідом Астором, згодом редактором The Observer, щоб виступати як кореспондент газети на інавгураційних сесіях Організації Об'єднаних Націй на Озері Успіху. Спостерігаючи дипломатичні колотнечі в ООН, він зміцнив скептицизм з приводу можливості міцного співробітництва між суверенними державами — ця думка відображена в першому виданні Силової Політики (1946, переглянуте видання вийшло посмертно в 1978 році).

## Книги про Мартіна Вайта
- Ian Hall, The International Thought of Martin Wight (New York: Palgrave, 2006).
- Michele Chiaruzzi, Politica di potenza nell'eta' del Leviatano: La teoria internazionale di Martin Wight (Bologna: Il Mulino, 2008).
- Michele Chiaruzzi, Martin Wight on Fortune and Irony in Politics (New York: Palgrave, 2016).

## Архіви
- Catalogue of the Wight papers at the Archives Division [Архівовано 18 червня 2007 у Wayback Machine.] of the London School of Economics.
- The Martin Wight Memorial Trust [Архівовано 14 березня 2022 у Wayback Machine.]